# Ключ 54
| 廴                     | 廴         | 廴         |
| ---------------------- | ---------- | ---------- |
| 53                     | 54         | 55         |
| Піньінь:               | yín        | yín        |
| Чжуїнь:                | ㄧㄣˇ      | ㄧㄣˇ      |
| Вейд-Джайлз:           | yin3       | yin3       |
| Ютпхін:                | jan2       | jan2       |
| Он:                    |            |            |
| Кун:                   |            |            |
| Кандзі:                | 延繞 ennyō | 延繞 ennyō |
| Хун:                   | 끌 kkeul   | 끌 kkeul   |
| Им:                    | 인 in      | 인 in      |
| Індекс у Вікісловнику: | 廴         | 廴         |

Ключ 54 — ієрогліфічний ключ, що означає широкий крок і є одним із 31 (загалом існує 214) ключа Кансі, що складаються з трьох рисок.
У Словнику Кансі 9 символів із 40 030 використовують цей ключ.

## Символи, що використовують ключ 54

Як писати ієрогліф.

| без додаткових | 廴       |
| 3 додаткові    | 廵       |
| 4 додаткові    | 延 廷 廸 |
| 5 додаткових   | 廹       |
| 6 додаткових   | 建 廻 廼 |
| 7 додаткових   | 廽       |